# JavaStation
JavaStation — сетевой компьютер, разрабатывавшийся корпорацией Sun Microsystems с 1996 по 2000 год и предназначенный для исполнения только Java-приложений.
JavaStation основана на оборудовании серии Sun SPARCstation, очень успешной линейки рабочих станций UNIX. Как сетевой компьютер, JavaStation не имеет жёсткого диска, CD-ROM привода и дисковода для дискет. Она отличается от другого оборудования Sun наличием интерфейсов для PS/2 клавиатуры и мыши, а также разъёма для VGA монитора.

## Модели
Было произведено несколько моделей JavaStation, некоторые из них были выпущены в малых количествах до начала основного производства.
Распространенные модели:
- JavaStation-1 (part number JJ-xx), кодовое название Mr. Coffee (Brick): основан на процессоре MicroSPARC II с частотой 100 МГц.
- JavaStation-NC (part number JK-xx), кодовое название Krups (Tower): переделанный вариант Mr. Coffee с более энергоэффективным процессором в другом корпусе.

| Отличия   | Mr.Coffee                 | Krups                             |
| --------- | ------------------------- | --------------------------------- |
| Процессор | SUN MicroSPARC II 100 MHz | LSI MicroSPARC IIep 100 MHz       |
| Загрузка  | По сети                   | По сети, со внутрений флеш-памяти |
| Сеть      | 10Base-T                  | 10/100Base-T, PPP RJ-11, Wireless |

Модели, произведенные только в качестве прототипов или в ограниченном количестве:
- JavaStation/Fox: Прототип JavaStation-1: По сути перепакованный SPARCstation 4 Model-110.
- JavaStation-E (part number JE-xx) кодовое название Espresso: развитие Krups, с наличием PCI и нефункциональным ATA интерфейсом в обновлённом корпусе.
- Dover: JavaStation базирующийся на PC-совместимых комплектующих, работающий на процессоре Cyrix MediaGXm.
- JavaEngine-1: Вариация модели Krups в форм-факторе ATX для встраиваемых систем.

Концепции, представленные в серии JavaStation, были использованы при создании линейки терминалов Sun Ray.

## Операционные системы
На JavaStation-NC (JavaStation-10) предустановлена JavaOS в флеш-памяти, однако возможно устанавливать Linux или NetBSD.